# Sei giorni di Copenaghen
La Sei giorni di Copenaghen è una competizione di ciclismo su pista che si svolge, a partire dal 1934, ogni anno a Copenaghen, in Danimarca, nell'arco di sei giorni. Insieme alla Sei giorni di Berlino, alla Sei giorni di Gand, alla Sei giorni di Amsterdam e alla Sei giorni di Grenoble, è una delle cinque principali corse sei giorni del circuito mondiale.

## Storia
La prima edizione fu vinta da Hans Pützfeld e Willy Funda, la seconda da Viktor Rausch e Willy Falck Hansen. Dal 1940 al 1945 non fu disputata a causa della seconda guerra mondiale, e dal 1962 al 1977 per mancanza di organizzatori. Successivamente fu vinta da specialisti quali Patrick Sercu (1977, 1980, 1981, 1982, 1983) e Danny Clark, che la conquistò per ben otto volte tra il 1978 e il 1995.

## Albo d'oro
Aggiornato all'edizione 2019.
| Anno     | Vincitori                               | Secondi                                   | Terzi                                      |               |
| -------- | --------------------------------------- | ----------------------------------------- | ------------------------------------------ | ------------- |
| 1934 (1) | Willy Funda & Hans Pützfeld             | Willy Falck Hansen & Willy Rieger         | Albert Billiet & René Martin               |               |
| 1934 (2) | Willy Falck Hansen & Viktor Rausch      | Adolphe Charlier & Mogens Danholt         | Willy Funda & Hans Pützfeld                |               |
| 1936 (1) | Albert Billiet & Werner Grundahl Hansen | Adolphe Charlier & Roger Deneef           | Willy Falck Hansen & Cor Wals              |               |
| 1936 (2) | Jan Pijnenburg & Frans Slaats           | Albert Billiet & Kamiel Dekuysscher       | Werner Grundahl Hansen & Cor Wals          |               |
| 1937     | Kees Pellenaars & Frans Slaats          | Albert Billiet & Albert Buysse            | Louis van Schijndel & Frans van den Broeck |               |
| 1939     | Karel Kaers & Omer De Bruycker          | Werner Grundahl Hansen & Bjorn Stieler    | Kees Pellenaars & Frans Slaats             |               |
| 1940-50  | non disputata                           | non disputata                             | non disputata                              | non disputata |
| 1951     | Kay Werner Nielsen & Oscar Plattner     | Alvaro Giorgetti & Ove-Claus Hansen       | Emile Gosselin & Evan Klamer               |               |
| 1952     | Lucien Gillen & Kay Werner Nielsen      | Alvaro Giorgetti & Ib Laursen             | Marcel Bareth & Otto Olsen                 |               |
| 1953     | Lucien Gillen & Ferdinando Terruzzi     | Evan Klamer & Kay Werner Nielsen          | Lucien Acou & Achiel Bruneel               |               |
| 1954     | Lucien Gillen & Ferdinando Terruzzi     | Evan Klamer & Kay Werner Nielsen          | Sydney Patterson & Alfred Strom            |               |
| 1955     | Evan Klamer & Kay Werner Nielsen        | Dominique Forlini & Georges Senfftleben   | Lucien Gillen & Ferdinando Terruzzi        |               |
| 1956 (1) | Dominique Forlini & Georges Senfftleben | Gerrit Peters & Gerrit Schulte            | Evan Klamer & Kay Werner Nielsen           |               |
| 1956 (2) | Lucien Gillen & Gerrit Schulte          | Reginald Arnold & Ferdinando Terruzzi     | Evan Klamer & Kay Werner Nielsen           |               |
| 1957     | Fritz Pfenninger & Jean Roth            | Reginald Arnold & Ferdinando Terruzzi     | Lucien Gillen & Kay Werner Nielsen         |               |
| 1958     | Emiel Severeyns & Rik Van Steenbergen   | Palle Lykke Jensen & Kay Werner Nielsen   | Fritz Pfenninger & Jean Roth               |               |
| 1959     | Palle Lykke Jensen & Kay Werner Nielsen | Emiel Severeyns & Rik Van Steenbergen     | Reginald Arnold & Ferdinando Terruzzi      |               |
| 1960     | Emiel Severeyns & Rik Van Steenbergen   | Walter Bucher & Fritz Pfenninger          | Palle Lykke Jensen & Kay Werner Nielsen    |               |
| 1961-75  | non disputata                           | non disputata                             | non disputata                              | non disputata |
| 1976     | Graeme Gilmore & Dieter Kemper          | Albert Fritz & Wilfried Peffgen           | Günther Haritz & René Pijnen               |               |
| 1977     | Ole Ritter & Patrick Sercu              | Albert Fritz & Wilfried Peffgen           | Roman Hermann & René Pijnen                |               |
| 1978     | Donald Allan & Danny Clark              | Wilfried Peffgen & Ole Ritter             | Gert Frank & René Pijnen                   |               |
| 1979     | Gert Frank & René Pijnen                | Donald Allan & Danny Clark                | Patrick Sercu & Kim-Gunnar Svendsen        |               |
| 1980     | Albert Fritz & Patrick Sercu            | Donald Allan & Danny Clark                | Roman Hermann & Horst Schütz               |               |
| 1981     | Albert Fritz & Patrick Sercu            | Gert Frank & Hans-Henrik Ørsted           | Roman Hermann & René Pijnen                |               |
| 1982     | René Pijnen & Patrick Sercu             | Albert Fritz & Dietrich Thurau            | Gert Frank & Hans-Henrik Ørsted            |               |
| 1983     | Gert Frank & Patrick Sercu              | Danny Clark & Hans-Henrik Ørsted          | Albert Fritz & René Pijnen                 |               |
| 1984     | Albert Fritz & Dietrich Thurau          | Gert Frank & Hans-Henrik Ørsted           | Josef Kristen & René Pijnen                |               |
| 1985     | Gert Frank & Hans-Henrik Ørsted         | Danny Clark & René Pijnen                 | Josef Kristen & Henry Rinklin              |               |
| 1986     | Danny Clark & Anthony Doyle             | Gert Frank & René Pijnen                  | Roman Hermann & Hans-Henrik Ørsted         |               |
| 1987     | Danny Clark & Anthony Doyle             | Roman Hermann & Josef Kristen             | Jørgen Vagn Pedersen & Jesper Worre        |               |
| 1988     | Roman Hermann & Hans-Henrik Ørsted      | Danny Clark & Anthony Doyle               | Jørgen Vagn Pedersen & Jesper Worre        |               |
| 1989 (1) | Danny Clark & Urs Freuler               | Anthony Doyle & Michael Marcussen         | Dan Frost & Roman Hermann                  |               |
| 1989 (2) | Danny Clark & Jens Veggerby             | Volker Diehl & Roland Günther             | Sigmund Hermann & Michael Marcussen        |               |
| 1991     | Danny Clark & Jens Veggerby             | Pierangelo Bincoletto & Bruno Holenweger  | Adriano Baffi & Rolf Sørensen              |               |
| 1992     | Danny Clark & Urs Freuler               | Étienne De Wilde & Constant Tourné        | Pierangelo Bincoletto & Jens Veggerby      |               |
| 1993     | Rolf Sørensen & Jens Veggerby           | Danny Clark & Anthony Doyle               | Pierangelo Bincoletto & Étienne De Wilde   |               |
| 1994     | Kurt Betschart & Bruno Risi             | Jens Veggerby & Étienne De Wilde          | Urs Freuler & Bjarne Riis                  |               |
| 1995     | Danny Clark & Jimmi Madsen              | Rolf Sørensen & Jens Veggerby             | Étienne De Wilde & Urs Freuler             |               |
| 1996     | Kurt Betschart & Bruno Risi             | Silvio Martinello & Marco Villa           | Jimmi Madsen & Jens Veggerby               |               |
| 1997     | Jimmi Madsen & Jens Veggerby            | Silvio Martinello & Marco Villa           | Danny Clark & Matthew Gilmore              |               |
| 1998     | Silvio Martinello & Marco Villa         | Jimmi Madsen & Jens Veggerby              | Kurt Betschart & Bruno Risi                |               |
| 1999     | Tayeb Braikia & Jimmi Madsen            | Étienne De Wilde & Andreas Kappes         | Silvio Martinello & Jesper Skibby          |               |
| 2000-01  | non disputata                           | non disputata                             | non disputata                              | non disputata |
| 2002     | Matthew Gilmore & Scott McGrory         | Jimmi Madsen & Michael Sandstød           | Kurt Betschart & Bruno Risi                |               |
| 2003-04  | non disputata                           | non disputata                             | non disputata                              | non disputata |
| 2005     | Jimmi Madsen & Jakob Piil               | Robert Slippens & Danny Stam              | Matthew Gilmore & Marco Villa              |               |
| 2006     | Robert Slippens & Danny Stam            | Kurt Betschart & Franco Marvulli          | Giovanni Lombardi & Jimmi Madsen           |               |
| 2007     | Franco Marvulli & Bruno Risi            | Jakob Piil & Alex Rasmussen               | Peter Schep & Danny Stam                   |               |
| 2008     | Franco Marvulli & Bruno Risi            | Michael Mørkøv & Alex Rasmussen           | Iljo Keisse & Danny Stam                   |               |
| 2009     | Michael Mørkøv & Alex Rasmussen         | Peter Schep & Danny Stam                  | Franco Marvulli & Bruno Risi               |               |
| 2010     | Michael Mørkøv & Alex Rasmussen         | Robert Bartko & Iljo Keisse               | Franco Marvulli & Bruno Risi               |               |
| 2011     | Michael Mørkøv & Alex Rasmussen         | Marc Hester & Jens-Erik Madsen            | Léon van Bon & Danny Stam                  |               |
| 2012     | Marc Hester & Iljo Keisse               | Michael Mørkøv & Alex Rasmussen           | Robert Bartko & Leif Lampater              |               |
| 2013     | Lasse Norman Hansen & Michael Mørkøv    | Leif Lampater & Luke Roberts              | Franco Marvulli & Jesper Mørkøv            |               |
| 2014     | Robert Bartko & Marcel Kalz             | Michael Mørkøv & Alex Rasmussen           | Marc Hester & Leif Lampater                |               |
| 2015     | Michael Mørkøv & Alex Rasmussen         | Christian Grasmann & Jesper Mørkøv        | Leif Lampater & Marcel Kalz                |               |
| 2016     | Jesper Mørkøv & Alex Rasmussen          | Kenny De Ketele & Moreno De Pauw          | Andreas Graf & Andreas Müller              |               |
| 2017     | Lasse Norman Hansen & Michael Mørkøv    | Kenny De Ketele & Moreno De Pauw          | Yoeri Havik & Wim Stroetinga               |               |
| 2018     | Kenny De Ketele & Michael Mørkøv        | Moreno De Pauw & Yoeri Havik              | Marc Hester & Leif Lampater                |               |
| 2019     | Kenny De Ketele & Moreno De Pauw        | Michael Mørkøv & Oliver Wulff Frederiksen | Matias Malmberg & Yoeri Havik              |               |